# Владимир Хиндалов
Владимир Тодоров-Хиндалов е български учител, библиотекар, ориенталист, османист и турколог, преподавател във Военното училище.
Като библиотекар на Ориенталския отдел на Националната библиотека „Св. св. Кирил и Методий“, Владимир Тодоров-Хиндалов, заема тази длъжност от 1913 до 1935 г. Той въвежда като основен приоритет систематизирането на отделните сбирки, с оглед тяхното правилно и рационално ползване. По време на неговото пребиваване в библиотека там постъпват като дарения ценни книги от един персиец, книжар в Цариград, на име Хусейн. Само през 1923 г. Тодоров-Хиндалов отбелязва, че в отдела са постъпили 47 ръкописа и старопечатни книги, два султански фермана, един берат, един сенет. През 1926 г. във фонда са приети едно евангелие на персийски език, една старопечатна книга стщо на персийски, една литография на османотурски, дарени от Американското библейско дружество, и книги, дарени от софийския жител Сезар Саих.
По разкрити от него важни турски документи за историята на българските земи, Хиндалов прави свои публикации във вестници и списания. Те касаят унията от 1860 г., стопанското и икономическото положение на Дунавския вилает между 1864 и 1873 г., Видинското въстание от 1850 г. и някои аспекти от историята на Добруджа и т.н.
В 1931 година Васил Шанов е домакин в Министерството на финансите. През същата година заедно с директора на Народната библиотека Велико Йорданов и с Владимир Хиндалов, Димитър Гаджанов, Трайко Попов и Ст. Блажев участва в комисия, която преглежда и запазва закупени от Цариград като вторични суровини ценни османо-турски документи.
С оглед на целите и задачите, и в съответствие с правилника, на Копривщенското благотворително дружество „20 април 1876 г.“, във фондовия комитет влизат видни учени и просветни дейци от Копривщица – проф. Гавраил Кацаров, Иван Пеев-Плачков, проф. д-р. архимандрит Евтимий Сапунджиев, Лука Доросиев (до 20 октомври 1932 г., когато почива) и Владимир Тодоров-Хиндалов. Целите на благотворителният фонд са написване и отпечатване на пространна история на град Копривщица. В него задължително влизат хора родом от Копривщица или копривщенски зетьове. Има определено изискване поне трима от тях да са преподаватели в Софийския университет или да са членове на Българската академия на науките, а другите двама да имат придобито висше образование.
Владимир Тодоров-Хиндалов е член на масонска ложа „Зора“.

## Издадени трудове
- Тодоров-Хиндалов, Владимир. Видинското Възстание през 1850 г.  София, Държавна печатница, 1926.
- Тодоров-Хиндалов, Владимир. Народни движения и въстания от предосвободителната епоха според новооткрити турски официални документи.   София, печатница „Росица“, 1929.

## Издадени статии
- Тодоров-Хиндалов, Владимир. Документи по Априлското въстание.   София, 20 априлъ 1876, 1926. с. 549 – 554, Т. I.
- Тодоров-Хиндалов, Владимир. Добруджа в миналото.   София, „Заря“, кн. 8 – 10, 1931.

## Преводи
- Тодоров-Хиндалов, Владимир. Следственото дело на Васил Левски и неговите сподвижници.   София, Народно военно училище „Васил Левски“, 1946.